# Barrage d'Oroville
Pour les articles homonymes, voir Oroville.
 (mai 2016).
Si vous disposez d'ouvrages ou d'articles de référence ou si vous connaissez des sites web de qualité traitant du thème abordé ici, merci de compléter l'article en donnant les références utiles à sa vérifiabilité et en les liant à la section « Notes et références ».
Le barrage d'Oroville est un barrage aux États-Unis situé sur la Feather, le principal affluent du fleuve Sacramento. C'est un projet du California Department of Water Resources.

## Caractéristiques
Il s'agit d'un barrage en remblai de terre d'une hauteur de 230 m auquel est accolé un déversoir inauguré le 4 mai 1968 conçu en complément du Central Valley Project.
Le barrage est associé à une centrale hydroélectrique de 819 MW. Il est situé à l'est d'Oroville, dans le comté de Butte.
C'est le plus haut barrage des États-Unis et une infrastructure importante de l'économie de la Californie. Il permet l'alimentation du système d'irrigation de l'agriculture de cet État et approvisionne en eau potable plus de 20 millions de personnes en aval, dans les vallées de la Feather, du Sacramento et de San Joaquin.

## Risques de rupture
Le 12 février 2017, un risque de rupture du déversoir auxiliaire au barrage entraîne l'évacuation d'environ 200 000 personnes résidant en aval du barrage. À la suite d'importantes pluies dans la région, l'évacuateur de crue, inutilisé depuis plusieurs années, a été endommagé. L'érosion y a créé un trou, entraînant une voie d'eau, que les autorités tentent de colmater en larguant des rochers par hélicoptère mais craignent un effondrement sous quelques heures au soir du 12 février 2017. Le 15 février, les 188 000 personnes ont pu rentrer chez elles mais restent toujours en état d'alerte via la police du comté de Butte.